# Psoralea
Psoralea es un género de planta de flores con 150 especies perteneciente a la familia Fabaceae.

## Especies seleccionadas
| - Psoralea aculeata - Psoralea adscendens - Psoralea affinis - Psoralea alata - Psoralea arborea - Psoralea archeri - Psoralea argophylla - Psoralea aromatica - Psoralea asarina - Psoralea australasica - Psoralea axillaris - Psoralea badocana - Psoralea balsamica - Psoralea bituminosa - Psoralea californica | - Psoralea canescens - Psoralea castorea - Psoralea cinerea - Psoralea clementii - Psoralea connixa - Psoralea corylifolia - Psoralea cuneata - Psoralea cuspidata - Psoralea cyphocalyx - Psoralea esculenta - Psoralea glandulosa - Psoralea hypogaea - Psoralea morisiana - Psoralea pinnata |
| - Psoralea plicata Ref: ILDIS Version 6.05 | |